# Фрида Зејмс
Фрида Зејмс (29. октобар 1932 - 16. јун 2005) била је америчка активисткиња за права особа с инвалидитетом и професорка математике. У коауторству са својом млађом сестром, Дорис Зејмс Флешер, написала је књигу о историји покрета под називом „Покрет особа с инвалидитетом: Од милосрђа до конфронтације”.
Фрида је стекла инвалидитет током раног детињства, као последицу полиомијелитиса, и  била је институционализована све до своје тринаесте године. Због институционализације и школског система који је аутоматски потцењивао децу с инвалидитетом, Фрида је махом била самоука. Kада се за стално вратила кући, уписана је у редовну школу. У време када је Фрида стекла државну стипендију за наставак образовања, требало је да се подвргне још једној операцији кичме, али је на савет лекара њена породица одустала од хируршке интервенције.
Фрида је наставила образовање на колеџу у Бруклину, а на завршној години научила је да вози аутомобил са ручним командама. Тиме више није морала да користи јавни превоз, нити да слуша притужбе других путника о томе како јој дуго треба да се попне на штакама. Неколико година касније, одиграла је значајну активистичку улогу у остваривању права на приступачан превоз. Докторирала је математику на Универзитету у Њујорку и запослила се као предавачица на Институту за технологију у Њу Џерзију, где је након пензионисања стекла титулу професора емеритуса. Истраживала је математичке парадоксе и награђивана је за свој научни рад. Покрету за права особа са инвалидитетом придружила се седамдесетих година, када је почела да користи моторизовани скутер и да активно учествује на протестима и демонстрацијама.
Учествовала је у многобројним кампањама за приступачан Њујорк, а њен активизам подразумевао је грађанску непослушност, правне спорове и заступање путем литературе, како би особе с инвалидитетом имале пуно учешће у јавним сферама. Хапшена је више пута због демонстрирања, протестовања седењем и због заустављања саобраћаја. Фрида се посебно залагала за права жена, националних и сексуалних мањина.